# Crossing Schaerbeek (handball)
La section handball du Crossing Schaerbeek était un club de handball belge, il était situé dans la ville de Schaerbeek, dans la Région de Bruxelles.

## Histoire
Fondé en ?, le Crossing Schaerbeek n'évolua qu'une saison en division 1, lors de la saison 1972-1973.
Le club fusionna dans les années 70 avec l'Ambiorix Handball Club Schaerbeek et se rebaptisa Crossing Ambiorix.